# Shylock
Shylock es un personaje ficticio central en la obra El mercader de Venecia de William Shakespeare. Como retrato despiadado de un usurero judío.

## Representaciones
Actores célebres que han representado a Shylock incluyen a  y Will Kempe en el siglo XVI, Charles Macklin en 1741, Edmund Kean en 1814, William Charles Macready en 1840, Edwin Booth en 1861, Henry Irving en 1880, Lucille La Verne en 1929, John Gielgud en 1937, Laurence Olivier en una película para la televisión en 1973, Al Pacino en una versión para el cine El mercader de Venecia y F. Murray Abraham en la Royal Shakespeare Company (en inglés) en 2006.

## Modelos y secuelas
Si se considera que los judíos de Inglaterra fueron expulsados el 18 de julio de 1290 por un decreto de Eduardo I de Inglaterra y que solo fueron readmitidos oficialmente por Oliver Cromwell en 1656, cuarenta años después de la muerte de Shakespeare. Aunque permaneció un reducido número de judíos, se vieron obligados a mantener en secreto su identidad. Sin embargo, los anillos mencionados en la obra son citados frecuentemente por los estudiosos como referencia a los sucesos del momento en relación con la reina y su doctor Rodrigo López, un supuesto judío ejecutado por traición.
La comedia del absurdo de Edward Einhorn A Shylock (Un Shylock), que aparece en su libro de piezas teatrales titulado The Golem, Methuselah, and Shylock, proporciona otra perspectiva con respecto a Shylock. En esta, un profesor de la época actual visita Venecia, preguntando por Shylock. En cualquier parte a la que va obtiene una descripción distinta del famoso judío, cada una de las cuales coincide con las muchas interpretaciones que ha recibido El mercader de Venecia, y que van desde las antisemitas hasta las marxistas, pasando por la freudiana.

### "Shylocking" y "Pound of flesh"
El nombre del personaje se ha incorporado al idioma inglés como sinónimo de usurero, y como verbo: shylock equivale a prestar dinero con interés exorbitante. El personaje principal en las películas Get Shorty y Be Cool, Chili Palmer (interpretado por John Travolta), es aludido repetidamente como un "shylock". Es más, en Get Shorty, el personaje interpretado por Danny DeVito, "Martin", expresa esta distinción diciendo, "I'm doing Shylock instead of a shylock" ("Hago de Shylock en lugar de usurero") cuando se le pide que actúe como Chili Palmer.
"Pound of flesh" (libra de carne) se ha incorporado también al léxico como expresión vulgar para indicar una venganza particularmente brutal. En la película American History X, Edward Norton emplea el término Shylock para zaherir a un judío del que sospecha que se acuesta con su madre, exclamando: "¡Te cortaré tu jodida nariz de Shylock y te la pegaré al trasero antes que dejar que eso suceda!". Varios personajes de Los Soprano emplean los términos "shy" (huraño) y "shylock" para describir a sus prestamistas usureros a lo largo de la serie.

## Documentación
- John Gross, Shylock: A Legend and Its Legacy. Touchstone: 1994. ISBN 0-671-88386-0.
- Kenneth Gross, Shylock Is Shakespeare. Universsity of Chicago Press: 2006. ISBN 0-226-30977-0.
- James Shapiro, Shakespeare and the Jews. Columbia University Press: 1997. ISBN 0-231-10345-X.
- Joseph Shatzmiller, Shylock Reconsidered: Jews, Moneylending, and Medieval Society. University of California Press: 1990. ISBN 0-520-06635-9.
- Martin Yaffe, Shylock and the Jewish Question. Johns Hopkins University Press: 1997. ISBN 0-8018-5648-5.
- M.G. Vassanji, The In-Between World of Vikram Lall. Doubleday Canada: 2003. ISBN 0-385-65990-3.